# 正直不動産
『正直不動産』（しょうじきふどうさん）は、夏原武（原案）、水野光博（脚本）、大谷アキラ（作画）による日本の漫画。『ビッグコミック』（小学館）にて、2017年12号から連載中。話数カウントは「第○直」。2025年6月時点で累計部数は375万部を突破している。
2022年4月から、NHKでテレビドラマ化。2024年1月からキャストが続投する形でシーズン2が放送された。それに先立ち、スペシャルドラマが2024年1月3日に放送された。またシーズン2放送後、ミネルヴァ不動産立川店を舞台とした番外編が2025年2月1日に放送された。2026年に実写映画版が公開予定。

## 概要
『クロサギ』の夏原武が原案を手掛け、客と業者の情報格差にスポットを当て不動産業界の闇に切り込む作品。リアルタイムで世間をにぎわせた事件（地面師詐欺、サブリース問題など）をいち早くエピソードに盛り込むことも特徴。
『ビッグコミック』2021年16号より2号連続で、事故物件サイトの大島てると本作のコラボレートが行われている。

## あらすじ
『千の言葉のうち真実は三つしかない』という意味で、千三つといわれる不動産業界。そんな業界に身を置く永瀬財地は、契約のためなら嘘をいとわずに営業成績をあげてきた。しかし、地鎮祭のときに祠を破壊してしまったことで、嘘がつけない体質になってしまった。
わがままな顧客の要望、一癖も二癖もある資産家の大家たち、次々起こる不動産にまつわるトラブル、そしてライバル不動産会社としのぎを削る闘いに、嘘をつかない正直営業で立ち向かう永瀬の姿を描いた皮肉喜劇。

## 登場人物

### 登坂不動産
永瀬 財地（ながせ さいち）
主人公。登坂不動産副課長→課長代理。かつては嘘もいとわないイケイケの営業マンであったが、地鎮祭の前準備で祠と石碑を壊した祟りにより嘘がつけなくなる。当初は成績がガタ落ちになるも正直営業により客の信頼を得て成約を勝ち取る事を心掛けるようになる。タワーマンションに再度住むのが目標。
月下 咲良（つきした さくら）
登坂不動産新入社員。カスタマーファーストがモットーで売り上げが伸び悩むが次第に才能が開花していくようになる。融資特約の件で給料の減った永瀬に弁当を作ってあげている。
登坂 寿郞（とさか としろう）
登坂不動産社長。かつては大手の不動産会社のエリート社員だったが、上司がひっかかった地面師詐欺の責任を押し付けられて会社を追われ、登坂不動産を立ち上げた過去がある。学生時代の永瀬の実家の任意売却（競売をせずに金融機関の合意を得て売却する方法）を担ったことが、永瀬の入社のきっかけとなる。腕時計のコレクションが趣味。
大河 真澄（おおかわ ますみ）
登坂不動産部長。自他共に認める強面で売り上げノルマで常に部下を叱責しているが、部下思いな一面もある。ゼニアのダブルスーツを着用。
藤原 結弦（ふじわら ゆづる）
登坂不動産課長。瀬戸の後任。地主の息子で複数の大家に強いパイプを持つ。途中入社だが永瀬の上司となる。
菅沼 直樹（すがぬま なおき）
登坂不動産係長。永瀬より先輩で永瀬の新入社員時代は指導役をしていた。人柄は良いが、成績はイマイチ。
桐山 貴久（きりやま たかひさ）
登坂不動産社員。永瀬をライバル視する。告知義務の件で藤原ともめて独立。名うての不動産ブローカーになり、登坂不動産の営業にたびたび関わることになる。建築下請け業者社長だった父親が、違法建築の責任を取らされ自殺した過去を持つ。
黒須 圭佑（くろす けいすけ）
登坂不動産社員。フルコミッションで中途採用された営業マン。売上No.1で永瀬の憧れのタワーマンションに住んでいるが、心理的なプレッシャーやストレスでメンタルクリニックに通院している一面もある。客とのトラブルで負傷し退職、実家の旅館を継ぐために愛媛に帰郷。売上No.1の座を譲ることなく去ったが、後に登坂不動産に復帰する。
岩沢 祐亮（いわさわ ゆうすけ）
登坂不動産社員。中途採用で永瀬が教育係を務める。当初は永瀬の正直営業を毛嫌いしていたが、次第に感化されていくようになる。金銭を無心する毒親の存在が悩みの種。自身の成長のために、登坂不動産を辞め、ミネルヴァ不動産立川支店に入社した。
十影 健人（とかげ けんと）
マダムの継孫で元ミネルヴァ社員。マダムとの交渉で登坂不動産社員となり永瀬が面倒を見ることになる。給与や出世よりプライベートの充実を目指し、タイムパフォーマンスを重視するZ世代の申し子で残業はせず定時できっちり帰社する。やる気の無いスタイルだったが、ストレートな物言いが問題解決につながることもあり、本人も客に感謝されることで不動産営業にやりがいを感じていくようになる。

### ミネルヴァ不動産
鵤 聖人（いかるが まさと）
違法すれすれの販売スタイルを取る悪徳不動産会社、ミネルヴァ不動産社長。登坂がかつて勤務していた不動産会社を去るきっかけの地面師詐欺事件での因縁があり、逆恨みで登坂不動産を陥れようとしている。
瀬戸 健一（せと けんいち）
元登坂不動産課長。後に登坂不動産からミネルヴァ不動産に移るが、埋蔵文化財包蔵地の一件を鵤に咎められ、登坂不動産に舞い戻る。しかし、「担当ボーナス」物件を取り扱っていると永瀬に指摘され、退職。その後、行き違いがあったことが分かり、登坂の取り計らいで他社へ高待遇で再就職する。
西岡 将生（にしおか まさき）
登坂不動産に中途入社するが、業者からのキックバックを受けた責任を取らされクビになり、ミネルヴァ不動産へ移る。会社のやり方に流されつつも神木や鵤のやり方に疑問を感じ、幼少期はヒーローに憧れたことがあり、たまに客を助ける一面も出てくる。
神木 涼真（かみき りょうま）
ミネルヴァ不動産社員。元登坂不動産の営業マンで入社当時は成績が悪かったが、妻子を交通事故で亡くしたことで人が変わり、悪魔的な営業に目覚めてNo.1まで上り詰めた。永瀬の先輩にあたり営業のイロハを教え込むが、永瀬に一度だけ成績を抜かれたことで退社。その後は不動産会社を渡り歩くが不正を密告され不動産業界を退くことを余儀なくされた。街頭で雑誌販売しているところを鵤にスカウトされ、登坂不動産の強力なライバルとして返り咲く。鵤と営業成績を競うことを望み、自分が支店長を務める立川支店の売上が本店を抜けば鵤が一営業に戻るという賭をする。現れる際にタップを踏む。営業成績を上げる為なら強引な手口で客に物件を売ったり、売却させる。当初そうでもなかったが、強引な次第に強引な手口が花澤の反感を買う様になり、遂には「あなたを売り上げ一位の座から引き摺り下ろす」と宣言されるに至る。
花澤 涼子（はなざわ りょうこ）
ミネルヴァ不動産社員。唐松建設の施工監理監督だったが、セクハラが横行し女性が活躍出来ない職場に嫌気がさし転職。近々立ち上げられる支店の店長を目標にしている。シングルマザー。当初はそうでもなかったが、売り上げが上がるに連れて次第に上記する様に近々立ち上げられる支店の店長を目標にしている事もあり神木の営業スタイルにやり過ぎ感を持つ様になり対立、神木に対して「あなたを売り上げ一位の座から引き摺り下ろす」と宣言し、ライバルとして接する様になる。新人社員にも「あの人(神木)に引っ張られないで」と神木のやり方を真似はない様に釘を刺す。
豹堂 レオン（ひょうどう れおん）
ミネルヴァ不動産・営業。シロアリ詐欺まがいなど基本的にあくどいことをやっている。
雪野 遥香（ゆきの はるか）
ミネルヴァ不動産・営業の新入社員。永瀬と同じく客にマイナスな面も話してしまうが、かつての高級外車の販売で身につけた客とタメ口で話す営業スタイルにより成績を伸ばす。タメ口スタイルは業績が伸びないのは人と同じ事をしてるからと気付いて編み出したものであった。ミネルヴァ不動産の社長の座を狙う。ミネルヴァ不動産入りのきっかけは鵤が雪野の高級外車販売店に客として訪れた際に嘘を付かなくて良い接客をしたいと転職したかった為、「私の腕を買わない？」と逆アピールした事である。当初花澤からダメ口スタイルに対して苦言を呈されていた。

### その他
榎本 美波（えのもと みなみ）
光友銀行行員。当初は永瀬を利用しようとした。後に永瀬に好意を抱くが、正直すぎてデリカシーの無い発言に冷めてしまう。秋田出身で去り際に「へば」という方言を放つことがある。
マダム
多数の物件を所有する大地主で登坂不動産の太客。かつては銀座の高級クラブのホステスで年齢不詳の美魔女。登坂の大学の先輩で過去をよく知る。

## 書誌情報
- 夏原武（原案） / 水野光博（脚本） / 大谷アキラ（作画）『正直不動産』小学館〈ビッグコミックス〉、既刊21巻（2025年2月25日現在）
  1. 2017年12月27日発売[小 1]、ISBN 978-4-09-189700-8
  2. 2018年4月27日発売[小 2]、ISBN 978-4-09-189866-1
  3. 2018年8月30日発売[小 3]、ISBN 978-4-09-860069-4
  4. 2018年12月27日発売[小 4]、ISBN 978-4-09-860157-8
  5. 2019年4月26日発売[小 5]、ISBN 978-4-09-860305-3
  6. 2019年8月30日発売[小 6]、ISBN 978-4-09-860388-6
  7. 2019年12月26日発売[小 7]、ISBN 978-4-09-860471-5
  8. 2020年4月27日発売[小 8]、ISBN 978-4-09-860604-7
  9. 2020年8月28日発売[小 9]、ISBN 978-4-09-860705-1
  10. 2020年12月25日発売[小 10]、ISBN 978-4-09-860796-9
  11. 2021年4月30日発売[小 11]、ISBN 978-4-09-861026-6
  12. 2021年8月30日発売[小 12]、ISBN 978-4-09-861135-5
  13. 2021年12月10日発売[小 13]、ISBN 978-4-09-861230-7
  14. 2022年3月30日発売[小 14]、ISBN 978-4-09-861268-0
  15. 2022年8月30日発売[小 15]、ISBN 978-4-09-861403-5
  16. 2022年12月28日発売[小 16]、ISBN 978-4-09-861494-3
  17. 2023年4月28日発売[小 17]、ISBN 978-4-09-861697-8
  18. 2023年9月8日発売[小 18]、ISBN 978-4-09-862511-6
  19. 2023年12月27日発売[小 19]、ISBN 978-4-09-862628-1
  20. 2024年5月30日発売[小 20]、ISBN 978-4-09-862806-3
  21. 2025年2月25日発売[小 21]、ISBN 978-4-09-863040-0
- 『不動産業者に負けない24の神知識-『正直不動産』公式副読本-』小学館
  1. 2022年3月30日発売[小 22]、ISBN 978-4-09-179373-7
  2. 2023年12月27日発売[小 23]、ISBN 978-4-09-179430-7

## テレビドラマ
2022年4月5日から6月7日まで、NHK総合の「ドラマ10」枠で放送された。主演は山下智久。
今作品からNHKの新年度編成により、「ドラマ10」枠は金曜日から6年ぶりに火曜日へと移動・復帰。
当初は主人公の上司・瀬戸役として木下ほうかが起用されていたが、放送開始直前の3月28日に木下が降板となったため、木下の登場シーンを全てカットし、瀬戸が登場しない形での放送となった。
ドラマの好評を受け、放送終了翌週の6月14日に出演者や制作者が再結集し、本作を振り返る特別番組『正直不動産 感謝祭』が放送された。
当初、ドラマをソフト化し販売する予定はなかったが、NHKのソフト販売部門「NHKスクエア」が公式Twitterにて「#推しNHKドラマを3つ貼る見た人もやる」のハッシュタグをつけたアンケートを実施したところ、「正直不動産」と投稿した記事が多く、また放送時の高評価もあり、ソフト化が実現した。2022年10月21日にBlu-ray / DVD BOXがそれぞれ5枚組として発売され、内容は放送全10話に、特典映像として6月14日に放送された感謝祭、正直ダイジェスト（放送PR CM、他)、「正直不動産」が5分で分かる！／「正直不動産」最終章へ！（5分のPR番組）、ノーカット名珍場面を収録。封入特典として、原作者や製作スタッフのコメントや撮影時のオフショット等を掲載したブックレットがセットになったボックス仕様となっている。
2024年1月9日から同枠にてシーズン2が放送。また、開始前の同年1月3日にスペシャルドラマが放送。当初はスペシャル編は3日21時から22時30分に放送される予定だったが、令和6年能登半島地震に伴う臨時編成の都合により21時45分から23時15分に繰り下げられた。
また、シーズン2の開始に合わせて、ドラマの世界観を疑似体験できる「正直不動産展」、「PR体験会」が全国各地で開催され、人気を後押しした。
本稿では便宜上、第1作をS1、シーズン2をS2、スペシャルをSP、ミネルヴァSPECIALをMSPの略称で表記する。

### キャスト

#### 登坂不動産
- 永瀬財地（副課長→課長代理） - 山下智久（中学時代：高野陽向[26]）
- 月下咲良（新入社員） - 福原遥[27][5][12]
- 桐山貴久（販売社員→退職） - 市原隼人[13]（幼少期：武士末颯人[28]）
- 大河真澄（部長） - 長谷川忍（シソンヌ）[13]
- 藤原結弦（課長代理）- 馬場徹[29]（S2 - ）
- 登坂寿郎（社長） - 草刈正雄[13]
- 大野沙友理（受付） - 牧野莉佳[30]
- 谷口詩織（販売社員） - 斉藤ひかり[31]
- 黒木洋祐（販売社員） - 岩戸秀年[32]
- 毛利啓太（販売社員） - 藤大祐[33]
- 黒須圭佑（販売社員） - 松田悟志[34]（S2 - ）
- 十影健人（ミネルヴァ不動産→登坂不動産） - 板垣瑞生[35]（幼少期：濱﨑司[36]、ミネルヴァ不動産在籍時：財津優太郎）（SP - ）
- 竹中亜美（受付） - 高野渚[37]（SP - ）
- 菱田千鶴（販売社員） - 藤吉みわ[38]（SP - ）
- 川島大貴（販売社員） - 鈴木悠貴[39]（SP - ）
- 棚橋恵美（受付） - 泉ノ波あみ[40]（S1）
- 福本紗也香（販売社員） - 白鳥紗良[41]（S1）
- 豊島秀男（販売社員） - 大蜘蛛英紀[42]（S1）
- 中島健二（課長→退社） - 小豆畑雅一[注 1]（S1）

#### ミネルヴァ不動産
- 花澤涼子（販売社員→部長→立川店・営業部長） - 倉科カナ[13]
- 西岡将生（販売社員→本店営業） - 伊藤あさひ[43]
- 受付嬢 - 藤河杏実[44]
- 鵤聖人（社長） - 高橋克典[45]
- 東野芳樹（販売社員→本店営業） - 財津優太郎[46][47]
- 神木涼真（販売社員→立川支店長） - ディーン・フジオカ[48]（SP - ）
- 雪野遥香（新入社員） - 見上愛[49]（MSP）
- 豹堂レオン（新入社員） - 西垣匠[50]（MSP）

#### 光友グループ
- 榎本美波（光友銀行八起支店融資担当 → ニューヨーク支店） - 泉里香[13]（幼少期：伊藤かれん[51]）
- 松田亜衣（光友銀行八起支店融資担当） - 五島百花[52]
- 愛原真耶（光友信用保証・幹部 → 光友銀行本店融資審査部・課長） - 松本若菜[53]（SP - ）

#### 居酒屋「しょうじきもん」
- 若松正（大将） - 湯江タケユキ[54]
- 若松直子（女将） - 伊藤麻実子[55]

#### その他
- マダム（大地主） - 大地真央[13]
- 月下美咲（咲良の母） - 奥貫薫[56]
- 石田努（和菓子職人・インフルエンサー） - 山﨑努[57]

#### ゲスト

##### S1
第1話
石田真紀
演 - 星野真里
努の娘。
柿沢久美
演 - 松風理咲
賃貸物件を探している顧客。メゾン松崎を紹介される。
柿沢正志
演 - おかやまはじめ
久美の父。
松崎誠也
演 - 宮川一朗太
メゾン松崎のオーナー。
理華
演 - 高田里穂
永瀬のマンションで一夜をともにした女性。

第2話
三浦光一
演 - 笠原秀幸
スクエアマンションの部屋の賃貸契約を検討している顧客。
三浦ゆき
演 - 徳永えり
光一の妻。
二階堂
演 - 安井順平
スクエアマンションの部屋を賃貸に出すオーナー。
笹原吾郎
演 - 大橋一三
マンションの売却を考えている顧客。
冴子
演 - 小沢真珠
財地の夢に出てきた女。
桃香
演 - 石川瑠華
同・夢の中の女。
第3話
室田えり香
演 - 小林涼子
ペアローンで購入したマンションを離婚に伴い売りに来た顧客。
室田晃汰
演 - 松角洋平
えり香の夫。
高田義明
演 - 大河内浩
定年で退官した警察官で賃貸物件を探しに来た顧客。
高田咲江
演 - 宮田早苗
義明の妻。駄菓子屋を開業する夢を持つ。
根尾直美
演 - 西原亜希
マンションを買いに来た顧客。
根尾祐樹
演 - 前原滉
直美の夫。
辰巳遼平
演 - 村上純
窯焼きパンケーキ屋を営業する物件を探している顧客。
栗田
演 - 水野智則
コーヒーの卸業者。
早苗
演 - 三谷侑未
榎本美波の祖母。
第4話
松井節子
演 - 風吹ジュン
事故物件に住みたがっている顧客。
田之上美沙
演 - 黒川智花
スカイヒルズ西国分寺の購入を考えている妻。
田之上明
演 - 高島豪志
美沙の夫。
佐々木
演 - 六角慎司
事故物件という噂を流された、ハーデス西国分寺のオーナー。
坂本
演 - 辻本祐樹
バーテンダー。スカイヒルズ西国分寺の内見希望者。
松井
演 - 牧村泉三郎
節子の夫。故人。節子の枕元に幽霊として現れる。
鵜沢
演 - もろいくや
不動産仲介のいわゆる「あんこ業者」。
佐藤
演 - 境浩一朗
スカイヒルズ西国分寺の内見希望者。
第5話
月下昌也
演 - 加藤雅也
咲良の父。
町村隆司
演 - 中村靖日
住宅診断を行うインスペクター。
第6話
竹鶴一亀
演 - 吉田ウーロン太
竹鶴工務店の社長。
奥田佳奈
演 - 南彩夏
竹鶴工務店の女性事務員。
秋川隆三
演 - 勝矢
秋川工務店の棟梁。
衛藤明子
演 - 松金よね子
ケアハウスへの入居費用の捻出の為に自宅を売りに出した顧客。
加藤夫妻
演 - 大村わたる、菜葉菜
登坂不動産に建築条件付土地の商談に来た顧客。
桐山貴久の父
演 - 桑原英人
14年前にサンフラワー建材問題で自殺。
花澤北斗
演 - 尾込泰徠（第8話・第9話 / S2 第3話・第4話・第7話・最終話 / MSP）
涼子の息子。
第7話
藤崎秀樹
演 - 前田吟
家を売ろうとしている顧客。
藤崎芳恵
演 - 中田喜子
秀樹の妻。
美濃部真里
演 - 山崎直子
藤崎夫妻の娘。
美濃部颯人
演 - 野濱拓海
真里の息子で藤崎夫妻の孫。
松永新吉
演 - 阪田マサノブ
永瀬に以前勧められ、アパート経営を始めたオーナー。
門田元宏
演 - 戸田昌宏
3年前、勤め先の会社が倒産して売買契約変更を申し出るも永瀬に拒絶された顧客。
第8話
神崎浩輔
演 - 須田邦裕
大手不動産営業マン。不動産取引流通協会のパーティで永瀬に堀内を紹介する。
堀内幸正
演 - 倉田秀人
バイロイト不動産の代表取締役。永瀬にけやき野興業の土地を紹介する。
酒井富雄
演 - 近藤公園
けやき野興業の専務。土地を売りたがっている。
酒井次雄
演 - 増田修一朗
けやき野興業の取締役。酒井富雄の弟。
酒井久寿男
演 - 品川徹
けやき野興業の社長。病で入院中。
正美
演 - 氏家恵
乙女橋不動産の営業。けやき野興業に山岡ISビルのオフィスを貸している担当者。
第9話
島村康則
演 - 金田明夫（青年期：中田翔真）
二世帯で住める富士山が見える物件を探している顧客。
島村ひとみ
演 - 手塚理美（青年期：大谷優衣）
康則の妻。
小室晃弘
演 - 金田哲（はんにゃ）
賃貸で利回り10％の物件を探している投資家。
島村隆
演 - ワタナベケイスケ
康則の息子。
島村貴子
演 - 桜川博子
隆の妻。
島村麻依
演 - 尾杉麻友
康則の孫。
最終話
平尾晴哉
演 - 星田英利
祖父から膨大な土地を相続。ミネルヴァ不動産の口車に乗りサブリース契約を結んでしまう。
藤堂景勝
演 - でんでん
登坂不動産が管理するトップオブレジデンス新宿のオーナー。ミネルヴァ不動産が管理手数料を下げて横取りしようと画策する。
健太
演 - 田中瑛央
晴哉が相続し建物を解体した更地から古代の土器の欠片を発見してしまった少年。

##### スペシャル
希志智則
演 - 溝端淳平
永瀬の大学時代の親友。広告代理店のエリート社員だったが体調を崩し退職。かつて永瀬から買った自宅のローン返済に苦しんでいる。
希志惠
演 - 結城モエ
智則の妻。
希志悟志
演 - 松本瑛貴
智則の息子。
希志哲夫
演 - 柄本明
智則の父親。大学卒業後に実家の農家を継ぐという約束を破った智則と絶縁状態になっている。
希志和子
演 - 街田しおん
智則の母親。故人。有機野菜の畑を夫婦で営んでいた。
星野春男
演 - 平泉成
鎌倉に住む月下の母方の祖父。過去に原野商法で騙されたことがある。
葉山進司
演 - 笹野高史（S2第9話）
登坂不動産が多くの物件を管理している大口の不動産オーナー。サブリース契約を結ぶ「葉の山 ザ・ガーデンテラス」ではミネルヴァ不動産とトラブルになる（S2第9話）。
槙野紬
演 - 佐々木春香
大学生。居住する「フラットサライ」の大家の葉山から家賃を値上げすると一方的に通告され、管理する登坂不動産に相談に来た。
辰巳圭吾
演 - 内藤聖羽
酉水不動産営業社員。原野商法で騙され塩漬けになっている土地を老人ホーム建設用に良い条件で買い取る、とした詐欺を春男に仕掛ける。
鈴木夫婦
演 - 神田聖司、愛川眞生
月下に希望ぴったりの物件を奨められた客。
客
演 - 中山克己、加藤美智子
酉水不動産の客の老夫婦。

##### S2
第1話
田口篤司
演 - 戸次重幸
タワマンへの引っ越しを希望している開業医。
田口友梨佳
演 - 土村芳
田口の妻。専業主婦。以前交通事故に遭い、脚に後遺症がある。
田口櫂
演 - 佐藤遙灯
名門の「三葉学園」に通う田口の息子。母親のことを気遣っている。
僧侶
演 - 泉谷しげる
永瀬に護摩行を施す僧侶。煩悩を燃やせば祟りは去るとしたが、効果はなかった。
芽衣
演 - 工藤美桜
祈祷の最中に永瀬が白日夢で観た女性。
鈴木
演 - 村上ショージ
藤原と地主仲間でもある顧客。彼を料亭に誘う。
夫妻
演 - 蜂谷眞未、森準人
引っ越しを考えている田口の友人夫婦。彼らに登坂不動産の永瀬を勧められる。
第2話
寺島大助
演 - 迫田孝也
持ち家である“空き家”を売却しようとする輸入家具バイヤー。
寺島喜助
演 - 苅谷俊介
大助の父。病を患い、大助が所有する家で療養中。
寺島直也
演 - 松本怜生
大助の息子。同居する祖父・喜助を介護する。
寺島美由紀
演 - 田山由起
大助の妻。実家は益子で窯元を営む。1年前に死亡。
中村隆史
演 - 宮下雄也
中村陶苑（寺島美由紀の実家）で働く美由紀の弟。情報を探りに行く月下に美由紀に関する事情を伝える。
坂上一郎
演 - 小倉久寛
介護施設経営者。寺島喜助が売却予定の自宅があるエリアで介護施設付きマンションを建設しようと計画。
店員
演 - 松嶋健太
かつて永瀬と神木が同僚の頃に訪れたレストランの店員。
第3話
岡田拓夢、岡田美玖
演 - 浅利陽介、佐津川愛美
自宅売却希望の夫婦。娘のためにピアノが置けるような広い家に引っ越したがっている。しかし、三区画の真ん中にある日当たりも風通しも悪い狭小住宅のペンシルハウスには、売却希望額を下げてもなかなか買い手が現れない。
岡田朋花
演 - 永尾柚乃
岡田夫婦の一人娘。ピアノを習っている。
内海夫婦
演 - 鹿野祥平、川瀬莉子
岡田宅を内見に訪れた夫婦。やはり狭いことを気にしている。
筒井夫婦
演 - 伊東孝明、さとう珠緒
ペットと住める家を探しに来た夫婦。
クレモンティーヌ
演 - 羽衣
筒井夫婦の飼い犬のマルチーズ。
店主
演 - ボブ鈴木
咲良と涼子が鉢合わせたラーメン屋の店主。
鈴木
演 - 皆本麻帆
岡田家の隣に住む妊婦。涼子が隣宅を買って増築することを提案するも、逆に子供を育てるには大自然でと家を手放す考えであると告げられる。
第4話
藤森祥平
演 - 佐藤寛太（幼少期：黒川晏慈）
登坂不動産に物件を探しに来たバーテンダー。パートナーの美玲とは幼馴染。
山本美玲 / 藤森美玲
演 - 恒松祐里（幼少期：兒島百那）（第7話）
祥平の婚約者。花澤涼子の息子の北斗も通う「ほしみ保育園」の保育士。
貴島孝雄
演 - ダンカン
美玲が部屋を気に入った物件「ラプラス武蔵山」のオーナー。
バーテンダー
演 - 瀬戸祐介
祥平が働くバーの先輩。賃貸保証会社の審査に通らなかった祥平に裏ワザを教える。
いじめっこ
演 - 飯田正
武蔵山公園で幼い美玲の帽子を取り上げていじめていた。
第5話
若村桃花
演 - 市川由衣
永瀬の中学時代の同級生。旧姓が梅村なので「バイソン」と呼ばれていた。新居を探しに夫と共に登坂不動産に来店する。
若村直
演 - 味方良介
桃花の夫。流通会社「日本海馬流通」の係長。
河原稔
演 - 田口浩正
月下がかつて店舗を仲介したラーメン店「黒熊猫（くろパンダ）ラーメン」店主。
客
演 - 藤田信宏
家族で花屋を経営する客。ミネルヴァ不動産で東野に「自営業の方がマイホームを買うのに適したローンなんです」と「フラット35」を勧められる。
演 - 平館真生
ミネルヴァ不動産の客。「転職後　勤続1ヵ月でも可能です」と「フラット35」を勧められる。
学級委員
演 - 白上理桜
永瀬の中学時代の学級委員。「男女混合リレーの最後の選手は梅村さんに決まりました」と発表する。
男子生徒
演 - 大石稜久、松沢星那
永瀬の中学時代の同級生。梅村がリレーの選手に決まり、「バイソンってさ　女子の中でも一番足が遅い」「これでうちのクラスの優勝無くなった」と話す。
鈴木
声 - 前田一世
「住宅金融センター」本部の職員。神木が電話し、若村夫妻の「フラット35」不正利用を報告するよう永瀬に迫る。
第6話
清川明日美
演 - 美山加恋
多忙でバイトが出来ず、3ヵ月家賃滞納している劇団員。
猪口久遠
演 - 梅沢富美男
明日美が居住する「アンビシャス八起」の大家。保証会社を通さず賃貸借契約している。
父親
演 - 市川知宏
十影健人の父親。故人。
青江慎吾
演 - 野村康太
一橋大学に進学することになった男性。永瀬から久我山を勧められたが、八起に住みたいと希望し「八起パークメゾン」と契約した。
片桐紀一
演 - 弓木大和
青江慎吾の友人。慎吾と同じ「八起パークメゾン」の同じ間取りの部屋を黒須を通して契約したが、自分だけ仲介手数料を取られたとクレームを入れる。
矢島百合子
演 - 八重澤ひとみ
明日美がバイトする「はるかぜ弁当」の先輩店員。
母、娘
演 - 伊藤真奈美、竹内櫻
黒須の客。初めての一人暮らしの娘が予算オーバーの物件を気に入り、黒須が母親を押し切って契約した。
母親
演 - 大塚麻由美（写真出演）
十影健人の母親。故人。
第7話
綿村博士
演 - 前野朋哉
TTNデータ本社勤務のシステムエンジニア。30代でマンション購入を目指している。花澤涼子が婚活アプリでそれを見つけ、ようこという偽名でアプローチ。ようこの友人を騙ってマンション「モリアーティ西荻窪」を売りつける。手付金が払えないというので、違法な手付金の貸付けまで行った。しかし、それを察知した神木がTTNに手を回し、大阪に転勤させた上で投資用マンションまで売りつける。結果「モリアーティ西荻窪」の購入はキャンセルされた。
土井秋広〈47〉
演 - 高橋努
飲食店経営者。国分寺近辺の中古マンション購入の相談で登坂不動産に来店する。手付金が用意できないというので、永瀬は断るが、その物件がどうしても欲しいと300万を工面して再来店し契約した。
榎本早苗
演 - 三谷侑未
美波の祖母。美波に見合いをしつこく勧めたところ、付き合っている人がいると言われ、その男に会うため秋田から上京する。美波は永瀬に恋人のふりをしてくれと頼み、東京駅に迎えに行ったものの、実は早苗は2日前には上京しており、孫へのプレゼントとして購入するタワーマンションを探しに登坂不動産にも訪店していた。待ち合わせ当日、早苗はミネルヴァ不動産前で神木に声を掛けられ、タワマン「ヘブンリークレスト八起」を購入させられたが、そこは耐震偽装疑惑でトラブってる物件であり、永瀬が告知義務違反を指摘し購入はキャンセルされた。
森川唯、柴田若菜
演 - ゆいかれん、藤江萌
TECHNO CRUISE JAPANスマートソリューション事業部の社員。カフェで婚活アプリ「ペアペア」について話している。近くの席でその話を聞いていた花澤涼子が興味を持ち、偽名で登録した。
第8話
篠崎文彦
演 - 大鶴義丹
倒産した「TBGコーポレーション」から3年前に購入した西国分寺の投資用マンションの売却の相談に永瀬を指名して登坂不動産にやってきた客。物流会社の社員。なんと神木の紹介だった。永瀬は売却して損切りするしかないと言うも、神木はその売却資金で新たな投資物件「ジュエル八起」の購入を勧めているという。
篠崎美智子
演 - 橋本マナミ
文彦の妻。不動産投資には懐疑的。
篠崎琴乃
演 - 田牧そら
文彦の娘。私立の名門・秀慶大学附属高校に春から進学する。
海野慶人
演 - 駿河太郎
不動産投資の相談に登坂不動産にやってきた客。電気工事会社・社員。永瀬が不在だったので黒須が対応し、初期費用を抑えたいという要望に応じ、手付金を払わず中間金のみという奥の手を使ってマンション「クレドール荻窪」を売りつけた。元々病弱な妻のことを考えての投資だったが、妻が亡くなったので投資の必要がなくなり、契約のキャンセルを申し出る。しかし、既に中間金が支払われているため、契約解除が難しい。
商店街の人々
演 - 原金太郎、澤奈央（役名：みっちゃん）
早朝の街を清掃をするやおき商店街の人々。永瀬に不動産相談のことで世話になっている。
第9話
鴨川鈴鹿
演 - 高畑淳子（最終話・MSP）
飲食店経営者。ミネルヴァ不動産とサブリース契約を結ぶ「エクセレントヒルズ カモガワ」のオーナー。担当者の西岡から周辺相場が下がっているのを理由に家賃の引き下げを求められたが、調べたところその事実はなかったとクレームを入れ、神木が対応する。
松井恵美
演 - 増子倭文江
元町会長夫人。息子が手掛ける不動産投資の件で月下に相談する。
松井正則
演 - 西村元貴
恵美の息子。ミネルヴァ不動産とサブリース契約を結ぶ「ヤオキ松井コーポ」の大家。
山田直人
演 - 山崎直樹
会社員で不動産投資家。所有する物件「メゾンレゾン八起」はミネルヴァ不動産とサブリース契約を結んでいる。家賃減額を求められた上、手数料を30％も取られていることで契約を解除しようとするも、家賃18か月分の違約金を要求された。
神木香織、神木翔太
演 - 藤井美菜（最終話・MSP）、石塚陸翔（最終話・MSP）
神木涼真の妻子。交通事故死した。
森田麻衣子、門田武稔、柿沢和子
演 - 森ひとみ、和田録朗、深沢エミ
ミネルヴァ不動産とサブリース契約をしている大家たち。それぞれ「Sugar step 八起」、「マミムメゾンYAOKI」、「TSURUTAマンションやおき」を所有している。
- 北原ゆず、伊与勢我無、村上貴亮、中村純猛

最終話
狭山純一
演 - 野間口徹
八起第2中学校で社会科担当の教員。登坂不動産が6年越しで取り組んでいる「武蔵村山市笠原地区物流倉庫建設計画」予定地である遊休農地の地権者のひとり。既に済んでいる不動産売買契約の解除をいきなり申し出た。
狭山昭雄
演 - 田中泯（MSP）
純一の父。
大村厚
演 - 横堀秀樹
大手ゼネコン大規模開発担当者。物流倉庫建設計画の狭山の土地はミネルヴァ不動産が入手する予定で、それを幾らで買い取ってくれるか、と神木から質される。
市議会議員A、B
演 - 廣川三憲、西本竜樹
1年に1プロジェクトしか新たな開発許可が下りないため、大河と登坂が根回しで接待する議員たち。

##### ミネルヴァSPECIAL
塚原進
演 - 武田鉄矢
武蔵小金井の一戸建てに住む独居老人。
檜山加寿子
演 - 松坂慶子
ある目的で花澤が武蔵小金井の塚原宅の隣のコーポケヤキに居住させた女性。実は5年前に別れた塚原進の元妻。
内田沙織
演 - 朝倉あき
国立市の空家の所有者。神木の亡き妻・香織の妹。
塚原進一郎
演 - JP
進の息子。たんぽぽ損保営業部長。
旗憲優
演 - 坂口涼太郎
小平でペットのゴンノスケと貸戸建て借家に同居する市役所職員。新しいオーナーからペット飼育は契約違反だと訴えられる。
伊集院颯
演 - 坪倉由幸
塚原宅の買取りを狙う王急不動産販売 杉並センター営業課長。
有野卓造
演 - 秋野太作
神木が買取り交渉する東小金井で空き家を所有する男性。
神谷勇次
演 - 平尾仁
雪野遥香の前職・高級外車販売員時代の顧客。
幹子
演 - 五味多恵子
5地区老人クラブ連合 ふれあい交流会の日野いきいき老人会ブースでもちつきぺったんこ体験会を開いている女性。
内田
演 - 越村公一、鈴木ひろみ
神木香織と内田沙織の両親。
柳井由紀子
演 - 夏目実幸
ペットのぽんたと同居する家を探すジュエリーショップオーナー。
七沢ファミリー
演 - 緑川静香、吉野晃弘
一級建築士のファミリー。
男性
演 - 河野安郎
自宅兼お店のような物件を探している男性。
秘書
演 - 山口ことね
鴨川鈴鹿の秘書。

### スタッフ
- 原作 - 大谷アキラ（漫画）夏原武（原案）水野光博（脚本）『正直不動産』（ビッグコミックス / 小学館刊）[5][6]
- 脚本
  - S1・スペシャル - 根本ノンジ[5][6]
  - S2 - 根本ノンジ[139]、清水匡[139]、木滝りま[139]
  - ミネルヴァSPECIAL - 清水匡、根本ノンジ（脚本監修）
- 音楽 - 佐橋俊彦[5][6]
- 主題歌 - 小田和正「so far so good」（アリオラジャパン）[140][6]
- 演出
  - S1 - 川村泰祐（アンドリーム）[5]、金澤友也（テレパック）[5]、野田健太（テレパック）[5]
  - スペシャル - 川村泰祐（アンドリーム）[6]
  - S2 - 川村泰祐（アンドリーム）[139]、金澤友也（テレパック）[139]、下向英輝[139]
  - ミネルヴァSPECIAL - 川村泰祐（アンドリーム）
- 制作統括
  - S1 - 黒沢淳（テレパック）[5]、山本敏彦（NHKエンタープライズ）[5]、岡本幸江（NHK）[5]
  - スペシャル - 黒沢淳（テレパック）[6]、山本敏彦（NHKエンタープライズ）[6]、小林大児（NHK）[6]
  - S2 - 黒沢淳（テレパック）[6]、山本敏彦（NHKエンタープライズ）[6]、長谷知記（NHK）[6]
  - ミネルヴァSPECIAL - 黒沢淳（テレパック）、山本敏彦（NHKエンタープライズ）、長谷知記（NHK）
- プロデューサー
  - S1 - 清水すみれ（テレパック）[5]、宇佐川隆史（NHKエンタープライズ）[5]
  - スペシャル - 室谷拡（テレパック）[6]、宇佐川隆史（NHKエンタープライズ）[6]
  - S2 - 室谷拡（テレパック）[6]、樋渡典英（NHKエンタープライズ）[6]
  - ミネルヴァSPECIAL- 室谷拡、近見哲平（テレパック）

### 放送日程
| 各話                                                         | 放送日        | サブタイトル               | 演出     | 視聴率 |
| ------------------------------------------------------------ | ------------- | -------------------------- | -------- | ------ |
| 第1話                                                        | 2022年4月05日 | 嘘がつけなくなった不動産屋 | 川村泰祐 |        |
| 第2話                                                        | 4月12日       | 1位にこだわる理由          | 川村泰祐 |        |
| 第3話                                                        | 4月19日       | 信じられるパートナーとは   | 金澤友也 |        |
| 第4話                                                        | 4月26日       | いい部屋の定義             | 金澤友也 |        |
| 第5話                                                        | 5月03日       | 優しい嘘                   | 野田健太 |        |
| 第6話                                                        | 5月10日       | 仕事をする理由             | 野田健太 |        |
| 第7話                                                        | 5月17日       | 過去の自分と今の自分       | 川村泰祐 |        |
| 第8話                                                        | 5月24日       | 信じること                 | 金澤友也 |        |
| 第9話                                                        | 5月31日       | 決戦! 眺めのいい部屋       | 野田健太 |        |
| 最終話                                                       | 6月07日       | 正直不動産、誕生           | 川村泰祐 |        |
| （視聴率はビデオリサーチ調べ、関東地区・世帯・リアルタイム） |               |                            |          |        |

| 各話                                                                        | 放送日        | サブタイトル             | 脚本       | 演出     | 視聴率 |
| --------------------------------------------------------------------------- | ------------- | ------------------------ | ---------- | -------- | ------ |
| 第1話                                                                       | 2024年1月09日 | 帰ってきた正直不動産     | 根本ノンジ | 川村泰祐 | 5.8%   |
| 第2話                                                                       | 1月16日       | 思いを伝える             | 根本ノンジ | 川村泰祐 | 6.6%   |
| 第3話                                                                       | 1月23日       | もしもピアノが置けたなら | 清水匡     | 金澤友也 | 5.3%   |
| 第4話                                                                       | 1月30日       | 信用って何だ?            | 木滝りま   | 金澤友也 | 5.1%   |
| 第5話                                                                       | 2月06日       | 善意の代償               | 根本ノンジ | 川村泰祐 | 5.2%   |
| 第6話                                                                       | 2月13日       | 春よ来い                 | 清水匡     | 金澤友也 | 5.5%   |
| 第7話                                                                       | 2月20日       | 禁断の果実               | 木滝りま   | 下向英輝 | 5.2%   |
| 第8話                                                                       | 2月27日       | 無限ループ地獄           | 清水匡     | 金澤友也 | 5.6%   |
| 第9話                                                                       | 3月05日       | 神木という男             | 根本ノンジ | 川村泰祐 | 5.7%   |
| 最終話                                                                      | 3月12日       | 正直不動産よ、永遠に     | 根本ノンジ | 川村泰祐 | 6.5%   |
| 平均視聴率 5.7%（視聴率はビデオリサーチ調べ、関東地区・世帯・リアルタイム） |               |                          |            |          |        |

| 各話 | 放送日        | 放送日        | サブタイトル | 脚本   | 演出     |
| 各話 | NHK BSP4K     | NHK総合       | サブタイトル | 脚本   | 演出     |
| ---- | ------------- | ------------- | ------------ | ------ | -------- |
| SP   | 2025年2月01日 | 2025年3月02日 | 守りたい場所 | 清水匡 | 川村泰祐 |

### キャッチアップ放送
定時の再放送（放送翌週火曜15時10分 - 15時55分（大相撲本場所期間中は除く））とは別に、過去に3度にわたってキャッチアップアンコール放送が「ミッドナイトチャンネル」枠内で行われた。
- 2022年4月19日（18日深夜）[154] - 第1・2話連続放送
- 2022年5月18 - 20日（17 - 19日深夜）[155] - 第3 - 6話を1日1話ずつ放送（20日は2話分。青森放送局のみ別番組差し替えとなったが、NHKプラスでの同時配信で補完可能）
- 2022年6月12 - 14日（11 - 13日深夜）[156] - 第7 - 10話を1日1話ずつ放送（14日は2話分）

また、NHKプラスにおいては放送日（本放送・再放送を含む）から1週間以内無料で見逃し配信を行っており、その見逃し再生回数が記録的な伸びを見せている。
2024年1月1日、2日には全話アンコールが予定されたが、2日夜まで令和6年能登半島地震に関連した報道体制と、それに付随した番組変更が生じたため、再放送は延期（期日未定）となった。（当初は1日のみ休止、2日に前半5話のみ放送との予告があった）

### 正直不動産感謝祭
2022年6月14日の22時 - 22時45分に放送された（副音声解説放送なし）。ドラマ出演者から山下、福原、市原、泉、長谷川、脚本家の根本、演出の川村の7人をゲストに迎え、鈴木奈穂子（NHKアナウンサー）の司会で、同作品の制作秘話などを語り合う座談会が行われた（福原と市原はVTR出演）。
| NHK総合 ドラマ10                                                                    | NHK総合 ドラマ10                                             | NHK総合 ドラマ10                                  |
| 前番組                                                                              | 番組名                                                       | 次番組                                            |
| ----------------------------------------------------------------------------------- | ------------------------------------------------------------ | ------------------------------------------------- |
| しもべえ （2022年1月7日 - 3月25日） - ※ここまで金曜日に放送                         | 正直不動産 （2022年4月5日 - 6月7日） - ※ここから火曜日に放送 | プリズム （2022年7月12日 - 9月13日）              |
| 大奥 Season2 （2023年10月3日 - 12月12日）                                           | 正直不動産2 （2024年1月9日 - 3月12日）                       | 天使の耳〜交通警察の夜 （2024年4月2日 - 4月23日） |
| NHK総合 火曜 22:00 - 22:30枠                                                        |                                                              |                                                   |
| クローズアップ現代+ 【『クローズアップ現代』に戻し、2時間半繰り上げて継続】         | 正直不動産 【ここから「ドラマ10」枠】                        | プリズム ※22:00 - 22:45                           |
| NHK総合 火曜 22:30 - 22:45枠                                                        |                                                              |                                                   |
| プロフェッショナル 仕事の流儀 ※22:30 - 23:15 【金曜22時枠での不定期放送として継続】 | 正直不動産 【ここから「ドラマ10」枠】                        | プリズム ※22:00 - 22:45                           |

## 実写映画
2026年に公開予定。監督の川村泰祐や脚本の根本ノンジ、主演の山下智久、共演の福原遥らが上記テレビドラマから続投する。

### キャスト（実写映画）
- 永瀬財地：山下智久
- 月下咲良：福原遥[9]

### スタッフ（実写映画）
- 原作：大谷アキラ（漫画）、夏原武（原案）、水野光博（脚本）『正直不動産』（小学館「ビッグコミック」連載中）[9]
- 監督：川村泰祐[9]
- 脚本：根本ノンジ[9]
- 音楽：佐橋俊彦[157]
- 制作プロダクション：NHKエンタープライズ、テレパック[157]
- 製作幹事・配給：ソニー・ピクチャーズ エンタテインメント[157]